# St. Peter und Paul (Winkl)

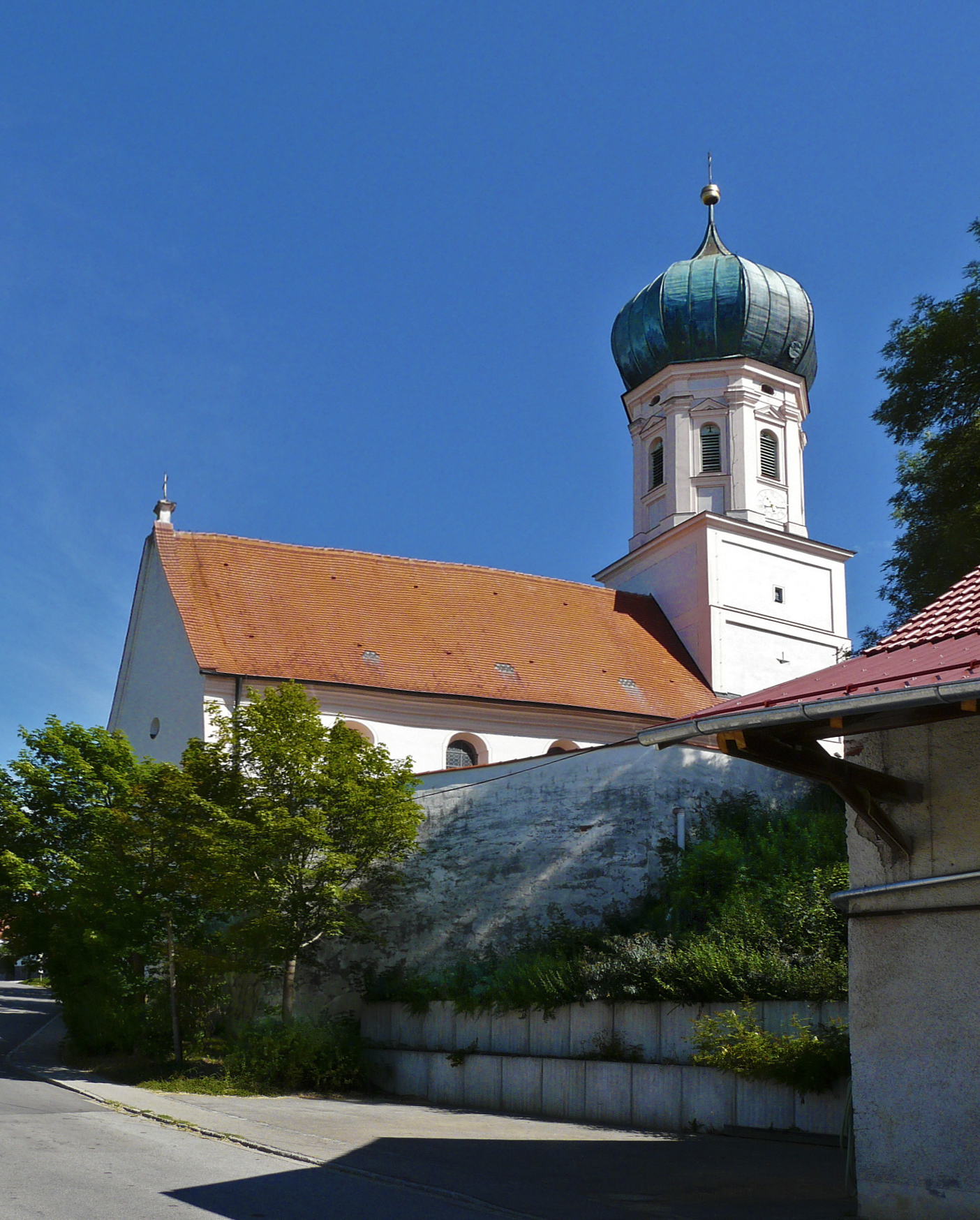
St. Peter und Paul in Winkl

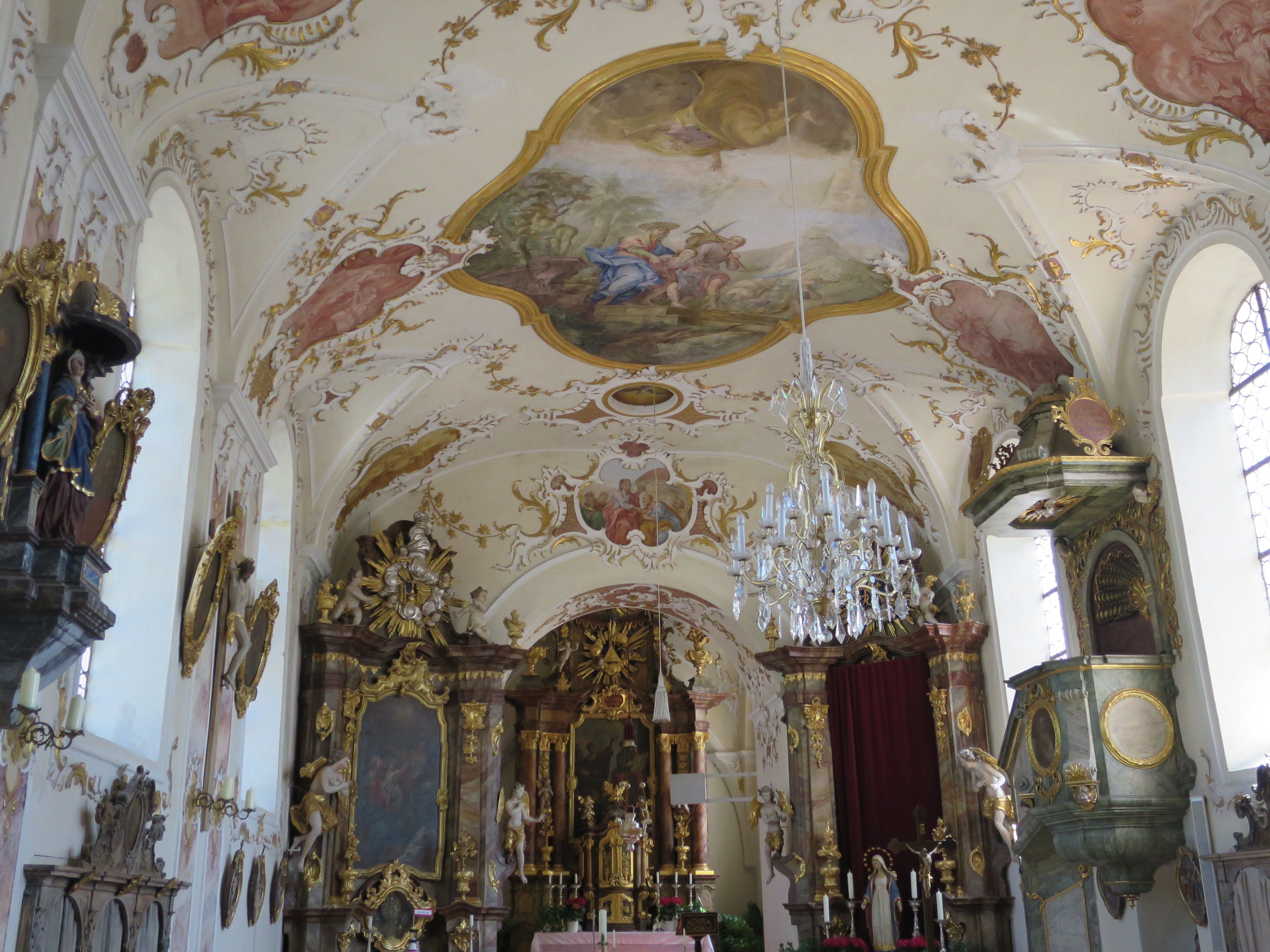
Altäre

Die römisch-katholische Pfarrkirche St. Peter und Paul steht in Winkl, einem Gemeindeteil von Prittriching im oberbayerischen Landkreis Landsberg am Lech. Sie gehört zu den Baudenkmalen der Gemeinde Prittriching und ist in der Bayerischen Denkmalliste unter der Nummer D-1-81-134-13 eingetragen. Die Kirche ist Teil des Dekanats Landsberg im Bistum Augsburg.

## Beschreibung
Die gotische Saalkirche wurde im frühen 15. Jahrhundert erbaut und 1748 barock umgestaltet. Sie besteht aus dem Langhaus zu vier Jochen sowie dem Chorturm mit quadratischem Grundriss und achteckigem, mit Pilastern gestaltetem Obergeschoss und Zwiebelhaube. An der Nordwand des Turms ist die Sakristei mit einem Oratorium im Obergeschoss angebaut.
Das Langhaus ist mit einem Tonnengewölbe über Pilastern an den Wänden überspannt, der Chor im Erdgeschoss des Chorturms mit einem Kreuzgewölbe. Der Stuck wurde 1747/48 von Franz Xaver Schmuzer eingebracht, die Fresken von Johann Georg Wolcker. An der Empore befinden sich Ölmalereien von Johann Wolfgang Baumgartner. Im Retabel des nördlichen Seitenaltars hat Johann Georg Bergmüller die Heilige Familie dargestellt. Ein Gemälde von Balthasar Augustin Albrecht im südlichen Seitenaltar zeigt die heilige Anna.